# Cine Callao
El Cine Callao es un edificio ubicado en la madrileña plaza del Callao, primera obra del arquitecto Luis Gutiérrez Soto, que la construye en el año 1926. Se encuentra junto al edificio Carrión, separado del mismo por la calle Jacometrezo. El edificio fue inaugurado como sala de cine el 11 de diciembre de 1926 emitiendo la película Luis Candelas, el bandido de Madrid. Estos cines son sede de numerosos estrenos, premieres y otros eventos. En 2016, por la celebración de sus 90 años, se celebraron diversos actos conmemorativos.

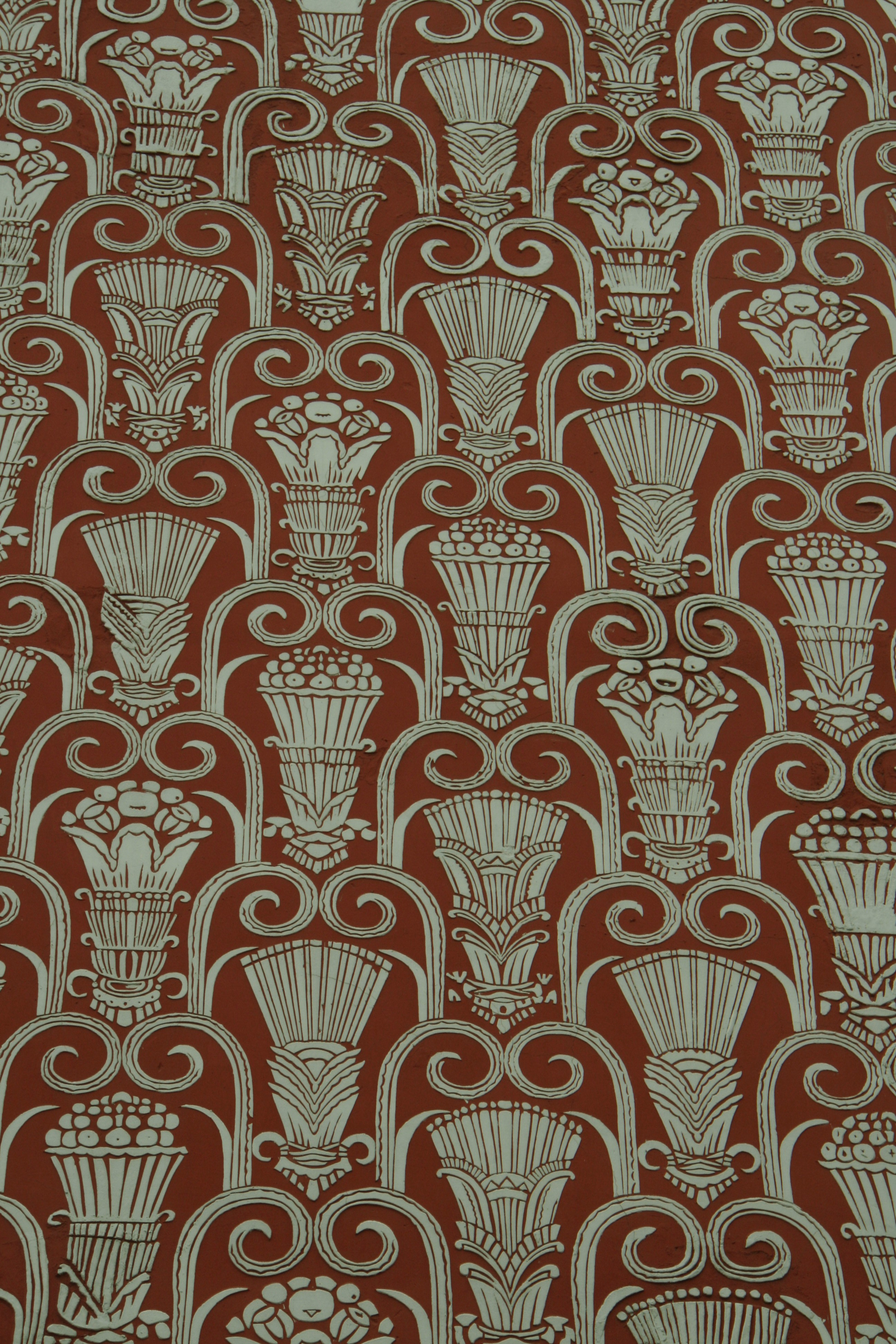
Esgrafiado polícromo de la fachada.

## Características
El edificio presenta tendencias academicistas con cierto regusto neobarroco español y en su decoración interior sugerencias vienesas y art decó. Inicialmente poseía un aforo para mil quinientas personas. Su terraza está diseñada para emitir sesiones cinematográficas al aire libre. El sótano del edificio se pensó para alojar un Café o Cabaret, aunque posteriormente se adaptó a la antigua discoteca Xenón.
Actualmente dos grandes pantallas digitales ocultan elementos de sus fachadas, como tres grandes ventanales y unos óculos. También han desaparecido algunas esculturas y otros elementos decorativos originales, que pueden verse en fotografías antiguas.
Su esquina está coronada por un torreón a modo de faro.

## Cine
El 13 de junio de 1929 se proyectó en este cine la que fue primera película sonora y hablada estrenada en España: El cantante de jazz (The jazz singer).